# عنكبوت آكلة الطير
العنكبوت آكل الطيور والعصافير أو خَدَنَّق شَرِس (بالإنجليزية:  Bird eating spider)‏ ويعتبر أكبر العناكب في العالم ويزن أكثر من 120 غرام، ومتوسط العمر 6 إلى 14 سنة وتضع الأنثى من 100 إلى 400 بيضة.
و العنكبوت آكل الطير غير مؤذي للإنسان، لكن يملك أنياب كبيرة كافية لخرق جلد الإنسان، ويحتوي على سم، لكن سمه لا يقتل الإنسان، فقط انه مؤلم ويظل الألم لمدة أربع ساعات.

## الغذاء
يأكل العنكبوت آكل الطيور في العادة الفئران والضفادع والحشرات و يأكل العصافير لذلك تمت تسميته آكل الطير.

## الموطن
يعيش شمال قارة أمريكا الجنوبية في الغابات الممطرة وفي المستنقعات.

## اقرأ أيضاً
- عنكبوت
- عنكبوت الأرملة السوداء

## وصلات خارجية
- Picture of a goliath birdeater consuming its prey
- Video of a goliath birdeater
- Facts about goliath birdeater
- Pictures of Goliath birdeater Theraphosa blondi in tarantula gallery.